# 新世紀エヴァンゲリオン バトルオーケストラ
『新世紀エヴァンゲリオン バトルオーケストラ』（しんせいきエヴァンゲリオン バトルオーケストラ）は、GAINAXのアニメ作品『新世紀エヴァンゲリオン』を題材にした3D格闘アクションゲーム。
PS2用ゲームソフトとして、2007年6月28日に通常版とデラックスパック版の2パッケージで発売された。後に2008年3月13日には廉価版のB.B.Q(Broccoli Best Quality)版が発売。
2009年7月30日には、新モード、新機体などの追加要素のあるPSP版『新世紀エヴァンゲリオン バトルオーケストラ PORTABLE』が通常版と限定版の2パッケージで発売された。

## 概要
トラップなど様々なギミックが用意されたステージで、キャラクターを操作し、必殺技やアイテムなどを使いこなして相手を撃破する、2D対戦型のゲームである。
エヴァンゲリオンのみではなく、使徒も操作可能で、RUMBLEモード時は最大4人まで対戦できる。PS2版は複数コントローラを繋ぐことにより、またPSP版はアドホック通信で最大4人まで対戦に参加可能（1人の場合でもCPUを相手にすることができる）。

## 参加機体
- エヴァンゲリオン零号機（改あり）
- エヴァンゲリオン初号機（暴走あり）
- エヴァンゲリオン弐号機
- エヴァンゲリオン参号機（第13使徒バルディエルに変化可能）
- エヴァンゲリオン四号機 – 相田ケンスケが搭乗
- エヴァンゲリオン甲号機
- エヴァンゲリオン乙号機 – 『名探偵エヴァンゲリオン』でも登場。その際は乙型と呼称されたが、同一の機体である。
- エヴァンゲリオン量産機
- 第2使徒リリス（特別ルールあり）
- 第3使徒サキエル
- 第4使徒シャムシェル
- 第5使徒ラミエル
- 第6使徒ガギエル
- 第7使徒イスラフェル
- 第10使徒サハクィエル
- 第12使徒レリエル
- 第14使徒ゼルエル
- ジェットアローン（J・A）
- GBスター – GAINAXのOVA作品『トップをねらえ!』に登場するガンバスター。

## 登場キャラクター
- 碇シンジ（声：緒方恵美）
- 綾波レイ（声：林原めぐみ）
- 惣流・アスカ・ラングレー（声：宮村優子）
- 鈴原トウジ（声：関智一）
- 相田ケンスケ（声：岩永哲哉）
- 渚カヲル（声：石田彰）
- 葛城ミサト（声：三石琴乃）
- 碇ゲンドウ（声：立木文彦）
- キール・ローレンツ（声：麦人）
- タカヤ・ノリコ（声：日髙のり子）※『トップをねらえ!』からのゲストキャラクター。
- アマノ・カズミ（声：佐久間レイ）※『トップをねらえ!』からのゲストキャラクター。

## ストーリーモード
使用キャラクター（機体）と難易度を選び、キャラクターのシナリオに沿って次々登場する機体を倒していく。すべて倒していくとエンディングが見られる。
原作アニメとは別に、オリジナルのストーリー要素も加わっている。

## 新世紀エヴァンゲリオン バトルオーケストラ PORTABLE
PSP版には指示された条件を満たして作戦を成功させるミッションモード、新劇場版カラーの初号機と零号機、第2使徒リリスなどの機体が追加された。

### 追加機体
- エヴァンゲリオン初号機（新劇場版カラー）
- エヴァンゲリオン零号機（新劇場版カラー）
- 第2使徒リリス

### ミッションモード
PSP版のみのモード。指示されるクリア条件を満たしていき、作戦を成功させていく。主に使徒を倒したりなどがクリア条件になっている。総数で100以上のミッションがある。

### アドホック・パーティー
RUMBLEモードプレイ時に、アドホック通信を利用できるため、PS3を介したアドホック・パーティーによる対戦にも対応している。